# Czarnek
Czarnek – szczyt o wysokości 868 m n.p.m. w południowo-zachodniej Polsce, w Sudetach Środkowych, w Górach Kamiennych, w paśmie Gór Suchych.
Góra położona jest w środkowej, najwyższej części masywu Gór Suchych, na zachód od Waligóry i na południowy wschód od Sokołowska. Znajduje się w bocznym grzbieciku odchodzącym ku południowi od Suchawy. Góra stożkowata i skalista. Zbocza  strome i pocięte małymi, lecz głębokimi dolinkami.
Góra zbudowana jest z permskich porfirów (trachitów).
Porośnięta  lasem mieszanym bukowo–świerkowym regla dolnego.

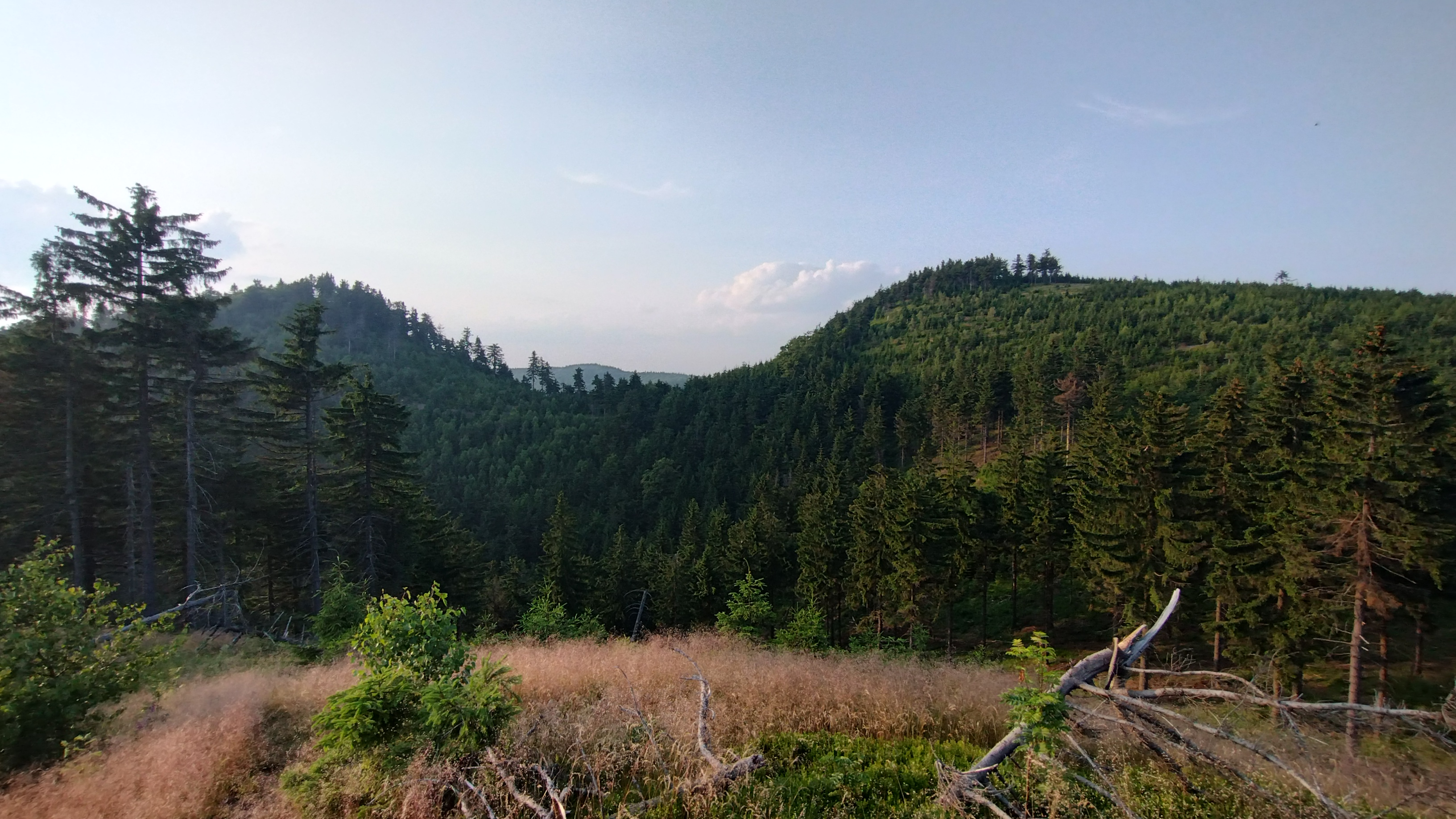
Widok ze szczytu na Kostrzynę (po lewej) i Suchawę (po prawej)